# Plaza de la Constitución (Oviedo)
La plaza de la Constitución es un espacio público de la ciudad española de Oviedo.

## Descripción
La plaza, que se encuentra entre la calle del Peso, la del Sol y Cimadevilla, alberga la casa consistorial de Oviedo y la iglesia de San Isidoro. Aparece descrita en El libro de Oviedo (1887) de Fermín Canella y Secades con las siguientes palabras:

Constitución.—Antiguo sitio de extramuros, reducido para plaza, no obstante el derribo de casas que para su ensanche se hizo en 1661; y es de advertir aquí que dentro de murallas no ha quedado señal ni recuerdo de antigua casa municipal ó concejil. Forma la actual Plaza un cuadrilongo estrecho é irregular, con casas de mediana construcción por E. y S., teniendo al Norte la Casa Consistorial y al O. la parroquia de San Isidoro. Fué sitio destinado á ejecuciones capitales hasta no hace muchos años; pero también lo fué á ceremonias, solemnidades y festejos públicos. Allí estaba el centro del antiguo mercado, y á su terminación en los días festivos allí se bailó, hasta casi ayer, la asturiana danza prima. Se llamó primeramente Plaza de la Ciudad y Mayor; de la Constitución y Real en este siglo, según dominaba el régimen constitucional ó el absolutista, afianzándose el primero desde el reinado de Isabel II; si bien por breve tiempo se llamó de la República en 1873.—Ent.: Cimadevilla.—Conc.: Peso.
(Canella y Secades, 1887, p. 100)